# Malé Leváre
Malé Leváre – wieś i gmina (obec) w zachodniej Słowacji, administracyjnie i terytorialnie należąca do powiatu Malacky, w kraju bratysławskim na Słowacji.